# Nomi Jean Cater
Nomi Jean Cater (mongol: Номинжин)  (9 de novembre de 1989), més coneguda pel seu nom artístic Nominjin (en mongol: Номинжин), és una cantant multilingüe i multicultural, compositora (membre d’ASCAP), actriu, mestra de cerimònies i oradora pública motivacional mongola. Ha actuat a més de 15 països com a cantant solista davant de públics de fins a 70.000 persones, als prestigiosos escenaris com el Stern Auditorium de Carnegie Hall, el David Geffen Hall del Lincoln Center, i amb músics de renom mundial com l'Òpera Nacional Galesa a Llangollen. Parla 4 idiomes i canta en 15 idiomes (mongol, rus, malaiàlam, anglès, rus, hindi, francès, coreà, xinès, hebreu, japonès, castellà, vietnamita, etc.).
Com a compositora, amb gairebé 100 cançons escrites fins ara, totes les cançons del seu darrer àlbum les va escriure ella (tant la lletra com la música).

## Joventut
Criada pel seu pare estatunidenc Robert Cater i la seva mare mongola Altanzaya, resideix a Los Angeles i ha passat la seva primera infància a Rússia, Mongòlia, l'Índia i el Carib a causa del treball dels seus pares; com a resultat, parla anglès i mongol amb fluïdesa i diversos altres idiomes, inclòs el rus i el malaiàlam.

## Carrera professional

### Cantant
Nominjin va iniciar la seva carrera com a cantant el 2003, als 14 anys, després d’estudiar amb el professor de cant Roger Love. Ha fet gires a l'estranger per Rússia (Irkutsk), els Estats Units d'Amèrica (Los Angeles, San Francisco, Denver, Chicago i Washington, DC), Turquia, Índia, el Carib, Singapur, Corea del Sud, França, Mèxic, Japó, Xina, Hong Kong, Taiwan i Tailàndia.
A més de més d’una dotzena d’èxits número 1 al seu país natal, Mongòlia, els altres èxits de Nominjin inclouen la seva aparició a l’àlbum tribut de John Lennon Peace, Love & Truth, de Yoko Ono / EMI el 2005. El 2007, la versió de Nominjin de «Take Me To Your Heart» que va enregistrar amb el National Morin Khuur Ensemble de Mongòlia va ser inclosa a l'àlbum EMI Love: Best of Ten Years junt amb artistes com Christina Aguilera, Toni Braxton, Norah Jones i Ricky Martin.
Nominjin ha actuat amb grans personatges mundials com Erin Hill (artista de «Billboard # 1»), Shoji (nominat als Grammy 2010), Kenny Endo (banda sonora d’Apocalypse Now) i Rupert Hine (productor de Tina Turner, Duncan Sheik i molts altres). Nominjin ha estudiat amb professors de cant de renom mundial, com Roger Love (2003-2008), Khongorzul (2009) i Paulette McWilliams (2010).
Nominjin ha estat una cantant destacada i, de vegades, amfitriona d’actuacions importants a 13 països, incloent un festival de pau de 50.000 persones a l'estadi Ajinomoto de Tòquio (Japó), coamfitriona i presentació d’una conferència internacional de 30.000 a Tailàndia cantant per a un concert de 80.000 persones a Ulan Bator (Mongòlia) i coamfitriona d'un programa de la MTV.
L'abril de 2014, el compositor Christopher Tin, qui va guanyar dos premis Grammy, va convidar Nominjin a actuar a l'Auditorium Stern de Carnegie Hall com a solista en cinc idiomes (mongol, japonès, xinès, persa i sànscrit) amb un cor de 600 persones i una orquestra de 300 persones. Els crítics de concerts de Nova York van elogiar Nominjin per la seva veu animada i la seva actuació apassionada. L'àlbum de Mr. Tin, A Drop That Contained The Sea, del qual Nominjin formava part, amb el seu poema original mongol «Tsas Narand Uyarna», va debutar al número 1 de les llistes clàssiques de Billboard el maig de 2014.
L’abril de 2016, el compositor Christopher Tin va convidar Nominjin a actuar al David Geffen Hall del Lincoln Center com a solista en quatre idiomes (japonès, xinès, persa i sànscrit) amb un cor de 600 persones i una orquestra de 300 persones. Els crítics de concerts de Nova York van tornar a elogiar Nominjin per la seva apassionada actuació. El concert va rebre una ovació de quatre minuts.
A l'estiu del 2017, Nominjin va ser protagonista al Concert de Gala del 70è aniversari del Llangollen International Musical Eistedfodd. Nominjin es va unir al compositor Christopher Tin a l’Orquestra de l'Òpera Nacional de Gal·les i a un cor format per cantants de Gal·les, Sud-àfrica, Taiwan i els Estats Units d'Amèrica. El concert es va filmar i posteriorment es va emetre a la cadena de televisió gal·lesa S4C i a la BBC.

### Actriu
Nominjin va ser l'actriu principal de l'obra «Heart Piece» de Rubén Polendo, al Theater Mitu de Nova York el desembre de 2012.

### Oradora motivacional
Nominjin és una model inspiradora de la joventut, que ha liderat tota una vida amb un estil de vida lliure i saludable. Com a oradora pública motivacional des dels 14 anys, ha sigut convida a parlar públicament a la Universitat Nacional de Mongòlia, on va dirigir-se a estudiants i professors sobre una vida sana i compassiva, així com a innombrables entrevistes de televisió i diaris a Mongòlia.

### Comentarista esportiva
Entre els reeximents més recents de Nominjin es troba el haver treballat com comentarista esportiva en anglès, guionista en anglès, amfitriona i intèrpret de les cerimònies d’obertura i clausura de la Copa del Món de la FILA 2013 celebrada a Ulan Bator (Mongòlia). Va cantar en vuit idiomes als vuit primers països que es van reunir a Mongòlia per a competir per la Copa del Món que incloïa Canadà, Xina, Estats Units d'Amèrica, Índia, Japó, Mongòlia i Belarús. Va ser molt elogiada pel Ministeri de Cultura, Esports i Turisme de Mongòlia per la seva contribució a aquest esdeveniment.

### Ambaixadora en general
El maig del 2013, el cap de gabinet del president de Mongòlia i el ministre de Cultura, Esport i Turisme van viatjar a Nova York per rebre el fòssil de dinosaure de 70 milions d’anys que va ser extret il·legalment del país. Aquest esdeveniment va ser organitzat conjuntament pels governs de Mongòlia i els Estats Units d'Amèrica. Nominjin va ser convidada a acollir i cantar a la cerimònia de recepció que es va celebrar a l'edifici de la seu de les Nacions Unides. Nominjin va desenvolupar el guió i va organitzar la cerimònia de lliurament de premis a diversos ciutadans estatunidencs amb l'Ordre de l'Estrella Polar, el màxim premi presidencial de Mongòlia atorgat a ciutadans estrangers.

### Enviada de bona voluntat
El 23 de maig de 2015, Nominjin va ser nomenada «enviada de bona voluntat per a la diplomàcia pública» per Yun Byung-se, el ministre d'Afers Exteriors de la República de Corea, per a un mandat de dos anys.

### Restaurant vegà Luna Blanca
Als 17 anys, Nominjin va establir el primer restaurant vegà sense ànim de lucre de Luna Blanca a Mongòlia, que ocupa el número 1-5 del lloc web de viatges internacional TripAdvisor entre els 284 restaurants de Mongòlia, i el famós llibre de viatges Lonely Planet

### AliaMori.com
Com a lingüista, l'esforç més recent de Nominjin s’ha iniciat amb reeximent a Mongòlia el 1r d’abril de 2015. Juntament amb els seus pares, ha desenvolupat AliaMori.com, la primera plataforma d’ensenyament d'anglès en línia amb explicacions mongoles que fa que l’aprenentatge de l’anglès sigui accessible i assequible a persones de totes les procedències econòmiques. La seva mare és exprofessora de la Universitat Nacional i treballadora social, i el seu pare és assessor sènior en desenvolupament internacional. Actualment, AliaMori.com col·labora amb la Universitat de Ciència i Tecnologia de Mongòlia, on Nominjin i els seus pares estan entrenant el personal docent d'Enginyeria Energètica amb un programa mixt d'aprenentatge d'anglès professional dissenyat per a professors i estudiants d'enginyeria energètica.

## Vida personal
Des que va iniciar la seva carrera musical als 14 anys, Nominjin ha estat pionera en la promoció d’un estil de vida saludable al seu país. Ella és practicant de ioga i meditació, i és vegana des de molt jove.
Va ser seleccionada com una les celebritats vegetarianes més atractives de PETA, i ha fet nombroses campanyes per promoure un estil de vida compassiu. Nominjin és actualment el focus d’una campanya publicitària internacional provegetariana i contra la roba feta amb pells d'animals de PETA.